# Haptista
Haptista é um grupo de protistas, considerado como o clado constituído por centrohelídeos e haptófitas. Estudos de filogenómica indicam que Haptista, em conjunto com Ancoracysta twista, é o grupo irmão do clado supergrupo SAR+Telonemia, mas també é grupo irmão de Cryptista (+Archaeplastida). É, portanto, um dos primeiros grupos divergentes entre os Diaphoretickes.

## Taxonomia
Com base nos estudos de Cavalier-Smith, Chao & Lewis 2015 e Ruggiero et al. 2015, é possível estabelecer a seguinte taxonomia:
- Subfilo Centroheliozoa Cushman & Jarvis 1929 sensu Durrschmidt & Patterson 1987 [Heliozoa Haeckel 1862 stat. n. Margulis 1974 em. Cavalier-Smith 2003]
  - Classe Centrohelea Kuhn 1926 stat. n. Cavalier-Smith 1993 [Centroplastiales; Centrohelina Hartmann 1913; Centroplasthelida Febvre-Chevalier 1984]
- Subfilo Haptophytina Cavalier-Smith 2015 (Haptophyta Hibberd 1976 sensu Ruggerio et al. 2015)
  - Clade Rappemonada Kim et al. 2011
    - Classe Rappephyceae Cavalier-Smith 2015

  - Clade Haptomonada (Margulis & Schwartz 1998) [Haptophyta Hibberd 1976 emend. Edvardsen & Eikrem 2000; Prymnesiophyta Green & Jordan, 1994; Prymnesiomonada; Prymnesiida Hibberd 1976; Haptophyceae Christensen 1962 ex Silva 1980; Haptomonadida; Patelliferea Cavalier-Smith 1993]
    - Classe Pavlovophyceae (Cavalier-Smith 1986) Green & Medlin 2000
    - Classe Prymnesiophyceae Christensen 1962 emend. Cavalier-Smith 1996 [Haptophyceae s.s.; Prymnesiophycidae Cavalier-Smith 1986; Coccolithophyceae Casper 1972 ex Rothmaler 1951]